# アーサー・モリスン

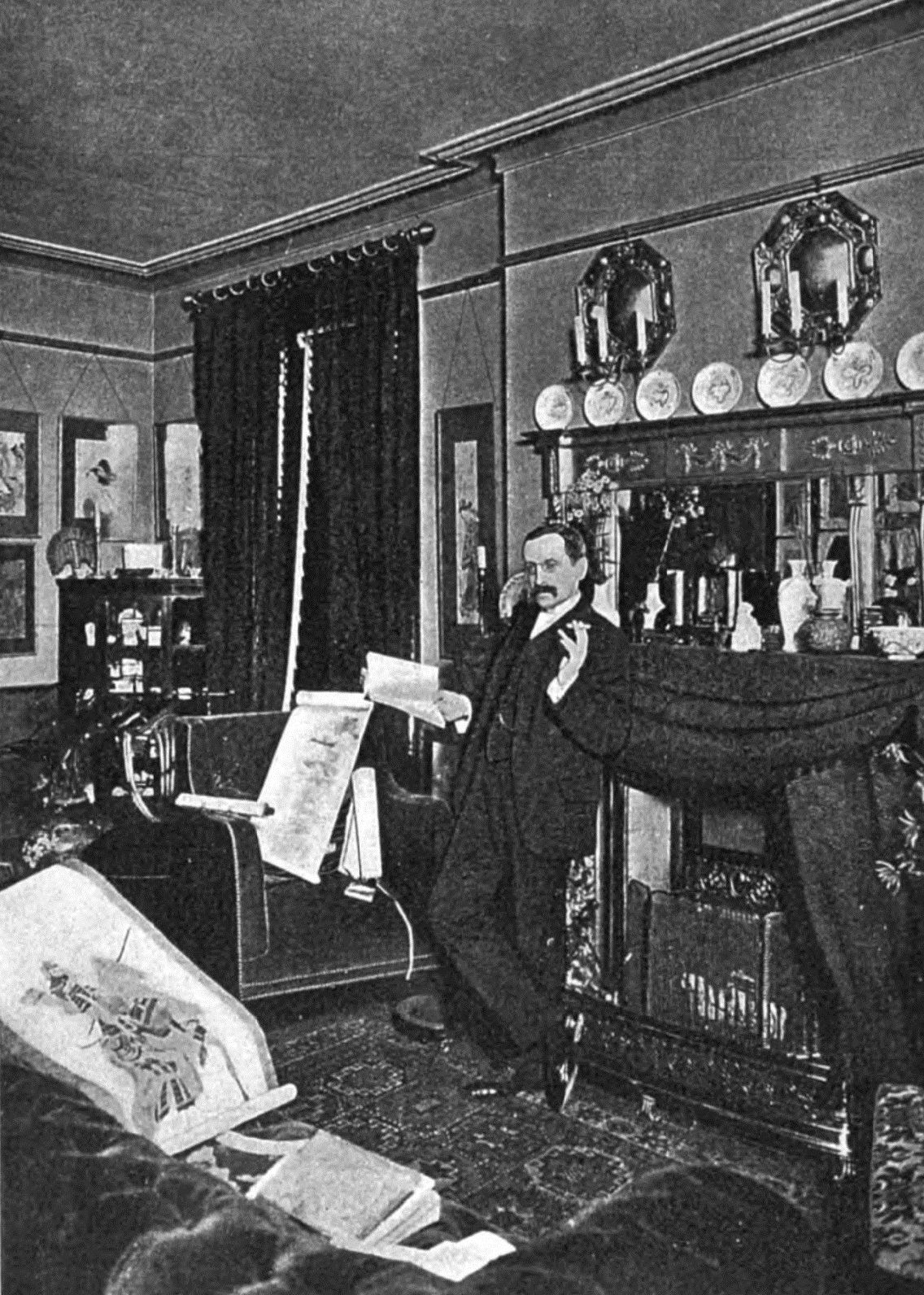
アーサー・ジョージ・モリスン

アーサー・ジョージ・モリスン（Arthur George Morrison, 1863年11月1日 - 1945年12月4日）は、イギリスのジャーナリスト・作家・推理作家・東洋美術蒐集家。

## 経歴
1863年ロンドンのイースト・エンドで生まれる。少年時代や教育については詳しいことは分かっていない。1886年から1890年まで事務員として働いた後、新聞界に身を転じ、『ナショナル・オブザーヴァー』に籍を置いた。彼はここで様々な寄稿をするとともにロンドンのスラム街を描いた作品を発表、本として出版して評判を得た。以後スラムの生活を描いた小説などを多く発表し作家として名声を得た。東洋美術の第一人者としても著名で、蒐集した美術品は現在大英博物館に収蔵されている。
1894年にシャーロック・ホームズが『最後の事件』によって連載終了になると、その穴を埋めるべく『ストランド・マガジン』はモリスンに新しい推理小説の連載を依頼した。こうして1894年から1903年まで、探偵マーチン・ヒューイットの登場する推理小説が連載されることになる。マーチン・ヒューイットは決して超人的ではない平凡な探偵だが、ロンドンの風俗描写やシドニー・パジェットの挿絵などでなかなかの人気を博した。後年ヴァン・ダインやその他の評論家からも高く評価されている。

## 著作一覧

### マーティン・ヒューイット
- 1894年 Martin Hewitt, Investigator
- 1895年 The Chronicles of Martin Hewitt
- 1896年 The Adventures of Martin Hewitt
- 1903年 The Red Triangle

各・ヒューイットの登場する短編集
- 集成『マーチン・ヒューイット　完全版』（平山雄一訳、作品社、2021年）

### 悪漢探偵ホーレス・ドリントン
- 1897年 The Dorrington Deed Box - 中短編集。戦前の「探偵春秋'37」などに一部翻訳あり。

### ロマン活劇
- 1904年 『緑のダイヤ』（The Green Eye of Goona）[2] - 8話からなる連作。

『世界大ロマン全集 04』（延原謙訳、東京創元社） 1956 に収載

### その他
- 1894年 Tales of Mean Streets
- 1896年 A Child of the Jago
- 1897年 The Dorrington Deed Box
- 1899年 To London Town
- 1900年 Cunning Murrell
- 1902年 The Hole in the Wall - モリスン唯一の長編。